# Werner Ansel
Werner Ansel (* 24. Juli 1909 in Esslingen am Neckar; † 23. Januar 1988 in Crailsheim) war ein deutscher Verwaltungsbeamter, der zur Zeit des Nationalsozialismus im deutsch besetzten Polen eingesetzt war. Nach dem Krieg war er 24 Jahre lang Landrat im Landkreis Crailsheim.

## Leben
Werner Ansel war ein Sohn des Verwaltungsdirektors im Kreis Esslingen Albert Ansel. Er besuchte von 1918 bis 1927 das Realgymnasium in Esslingen. Anschließend studierte er Rechtswissenschaften in München, Berlin und Tübingen, 1934 zweite höhere Dienstprüfung und Promotion. Ansel trat Anfang November 1933 in die SA und zum 1. Mai 1937 in die NSDAP ein (Mitgliedsnummer 5.252.363). 1935 bis 1937 war er Stellvertreter des Landrats im Kreis Laupheim, der 1938 in den Landkreis Biberach aufgelöst wurde. 1938 bis 1939 war er als Regierungsrat Stellvertreter des Landrats im Landkreis Heilbronn.
Im Oktober 1939 wurde er Kreishauptmann in Biłgoraj im Generalgouvernement und von April bis Dezember 1942, sowie erneut im Juli 1944 Kreishauptmann in Cholm im Distrikt Lublin, seine Distriktgouverneure dort waren bis 1943 Ernst Zörner und danach Richard Wendler. Zwischenzeitlich war er bei der Wehrmacht und wurde schwer verwundet.
Ansel befehligte in Biłgoraj ein 40 Mann starkes Kommando des bewaffneten Sonderdienstes, der sich aus Volksdeutschen rekrutierte und der bei Requirierungen, bei Polenaktionen und bei Judenaktionen eingesetzt wurde. Im Mai 1940 ließ er ein Zwangsarbeitslager in Bukowa errichten, im September waren dort 168 Männer inhaftiert, 93 von ihnen Juden. „Er beantragte im Juli 1940 die Erschießung von 7 Personen als Vergeltung für einen Überfall und den Tod eines Gendarmeriewachtmeisters.“ 1941 wurde in Biłgoraj ein Zwangsghetto für die Juden der Stadt eingerichtet, 800 von ihnen wurden in die Gemeinde Goraj umgesiedelt, 1942 weitere 200 in die Gemeinde Tarnogród. Ansel „organisierte Deportationen in die Vernichtungslager.“
Im April 1942 wurde Ansel Kreishauptmann im Kreis Cholm, in dem seit März 1942 das Vernichtungslager Sobibor errichtet wurde, woran die Bauverwaltung des Kreises mitwirkte. Ansel will bei einer Besichtigung, als dieses bereits „in Betrieb“ war, vom Charakter des Lagers nichts gesehen haben. Für die Organisation der „Aussiedlung“ der Juden und deren Übergabe an die Sicherheitspolizei war der Kreishauptmann zuständig, dem die örtliche Gendarmerie unterstand, Ansel hingegen bestritt 1964 seine Mittäterschaft an dem „unschönen Geschehen“, bei dem Widerspenstige vor Ort erschossen wurden, und berief sich auf  Erinnerungslücken. So wusste er auch nichts davon, dass bei einer Aktion im November 1942 160 Juden im Dorf Staw in der Gemeinde Chełm ermordet wurden.
1945 war er kurzzeitig in US-amerikanischer Kriegsgefangenschaft. Sein Entnazifizierungsverfahren wurde mit der Weihnachtsamnestie 1946 eingestellt.
Von 1948 bis 1972 war Werner Ansel Landrat im Landkreis Crailsheim. Am 8. Mai 1968 wurde ein Ermittlungsverfahren gegen ihn wegen seiner Beteiligung am Holocaust in Polen von der Staatsanwaltschaft Stuttgart eingestellt.

## Ehrungen
1977 erhielt Werner Ansel die Silberne Staatsmedaille (Staufermedaille?) Baden-Württemberg, 1984 die Medaille des Landkreises Schwäbisch Hall in Gold.

## Schriften
- Die Verletzung des Rechts, für die Person des Kindes zu sorgen, und ihre Folgen nach § 1666 BGB und dem RJWG, Tübingen 1934